# Rhynchostruthus louisae
Rhynchostruthus louisae là một loài chim trong họ Fringillidae.